# Eter (film 2018)
Eter (ukr. Ефір Efir, lit. Eteris, węg. Éter) – film dramatyczny z 2018 roku w reżyserii Krzysztofa Zanussiego. Film jest koprodukcją Polski, Ukrainy, Litwy i Węgier.

## Opis fabuły
Akcja filmu rozgrywa się tuż przed I wojną światową na okupowanych ziemiach polskich. Doktor (Jacek Poniedziałek), lekarz mieszkający w Cesarstwie Rosyjskim, po oskarżeniu o próbę morderstwa i gwałtu na młodej pacjentce (Marіja Riaboszapka) w ostatniej chwili zostaje uratowany przed karą śmierci i zesłany na Syberię. Ucieka stamtąd i przedostaje się do Austro-Węgier, gdzie zostaje zatrudniony w pewnej twierdzy jako lekarz. Bardziej niż tradycyjna praktyka medyczna interesują go jednak eksperymenty z eterem, który doktor postrzega jako środek potrafiący hamować ból i jednocześnie dawać władzę nad innymi ludźmi. Otwarcie deklarując postawę ateistyczną, często wypowiada się o wyższości i kluczowej roli nauki. Badania nad eterem stawia ponad wszystko: przeprowadza eksperymenty na swoim pomocniku, Tarasie (Ostap Wakuluk), oraz za naradą komendanta (Andrzej Chyra) rozpoczyna nielegalną działalność szpiegowską, aby móc sfinansować dalszą pracę. Po tym, jak owa aktywność zostaje wykryta, doktor próbuje popełnić samobójstwo za pomocą eteru, lecz to się nie udaje. Ostatecznie zostaje na nim wykonany wyrok śmierci.

## Obsada
- Jacek Poniedziałek – doktor
- Andrzej Chyra – komendant
- Zsolt László – sędzia ziemski
- Adam Ferency – sędzia ziemski (głos)
- Ostap Wakuluk – Taras
- Marіja Riaboszapka – Małgorzata
- Stanisław Kołokolnikow – rzekomy ksiądz
- Małgorzata Pritulak – szefowa domu uciech
- Rafał Mohr – pierwszy oficer

Źródło.

## Zdjęcia
- Sieniawa, Kalwaria Pacławska, Zarzecze, Jarosław, Sanok, Rymanów, Twierdza Srebrna Góra, Kłodzko (twierdza).